# Ewartia (Plantae)
Ewartia, manji biljni rod s Jugoistoka Australije (Novi Južni Wales, Victoria i Tasmanija) iz portodice zvjezdanovki (Asteraceae). Pripada mu najmanje 4 vrste, dok je endemska vrsta s Novog Zelanda, Ewartia sinclairii, dobila status zasebnog roda Ewartiothamnus.

## Vrste
1. Ewartia catipes (DC.) Beauverd
2. Ewartia meredithae Beauverd
3. Ewartia nubigena (F.Muell.) Beauverd
4. Ewartia planchonii Beauverd